# 荷機稲荷神社
荷機稲荷神社（かきいなりじんじゃ）は、岐阜県瑞浪市稲津町に鎮座する神社（稲荷神社）。

## 祭神
- 宇賀魂命
- 豊受比売命
- 猿田比古命
- 建速須佐之男命

## 祭事
- 初午大祭（3月第1日曜日）
- 夏越の祓（6月30日）
- 年越の祓（12月31日）

## 概要
延享元年（1774年）頃、小里村の村民が村内安全、五穀豊穣祈願のため、稲荷大明神を奉祀したのが始まりという。その後天明の大飢饉の際に、小里村で伏見稲荷大社御分神を勧請する議が起き、代表として村人6名が伏見稲荷大社へ向かい懇願した。
文化元年（1804年）に伏見稲荷大社より御分霊の神璽をいただき、現在地に社殿を造営し創建する。
明治初期の神仏分離により、創建時から続けられた伏見稲荷大社の別当寺の僧侶による初午祭奉幣が取りやめとなり、荷機稲荷神社も村内の八幡神社境内に移転する。
その後、村民の懇願により明治30年（1897年）に旧地（現在地）に新たな建物を造営し移転。
昭和39年（1964年）8月15日に岐阜県神社庁より県神社庁長参向指定神社（金幣社）の指定を受ける。
摂末社の津島神社（祭神：建速須佐之男命）は、元々八幡神社境内に鎮座していた神社であるが、
明治25年（1892年）に荷機稲荷神社旧地に移転。
明治30年（1897年）に荷機稲荷神社が旧地に復帰したことにより荷機稲荷神社も境内社となる。
昭和5年（1930年）に荷機稲荷神社と合祀、摂末社となっている。
隣接する稲荷温泉の名称は荷機稲荷神社に由来する。

## 境内
稲津招魂社
- 昭和27年（1952年）創建。稲津村出身の日清戦争から太平洋戦争まで亡くなった軍人、軍属、殉難者145柱を祀る[7]。

大陶神社
大皿「瑞祥」
- 平成8年（1996年）に製作された陶磁器の大皿。直径2.8m・高さ30cm・重さ1,220kg。この大皿は2000年（平成12年）にギネス世界記録に登録され、2009年まで世界記録であった[8][7]。

## 交通アクセス

### 公共交通機関
- 東鉄バス明智線「稲荷下」バス停より徒歩で約6分[9][10]。
  - JR中央本線瑞浪駅より「明智駅前」行き。または明知鉄道明知線明智駅より「瑞浪駅前」行き。

### 自動車
- 中央自動車道瑞浪ICより自動車で約15分[10]。